# Christoph Friedrich Goppelsroeder

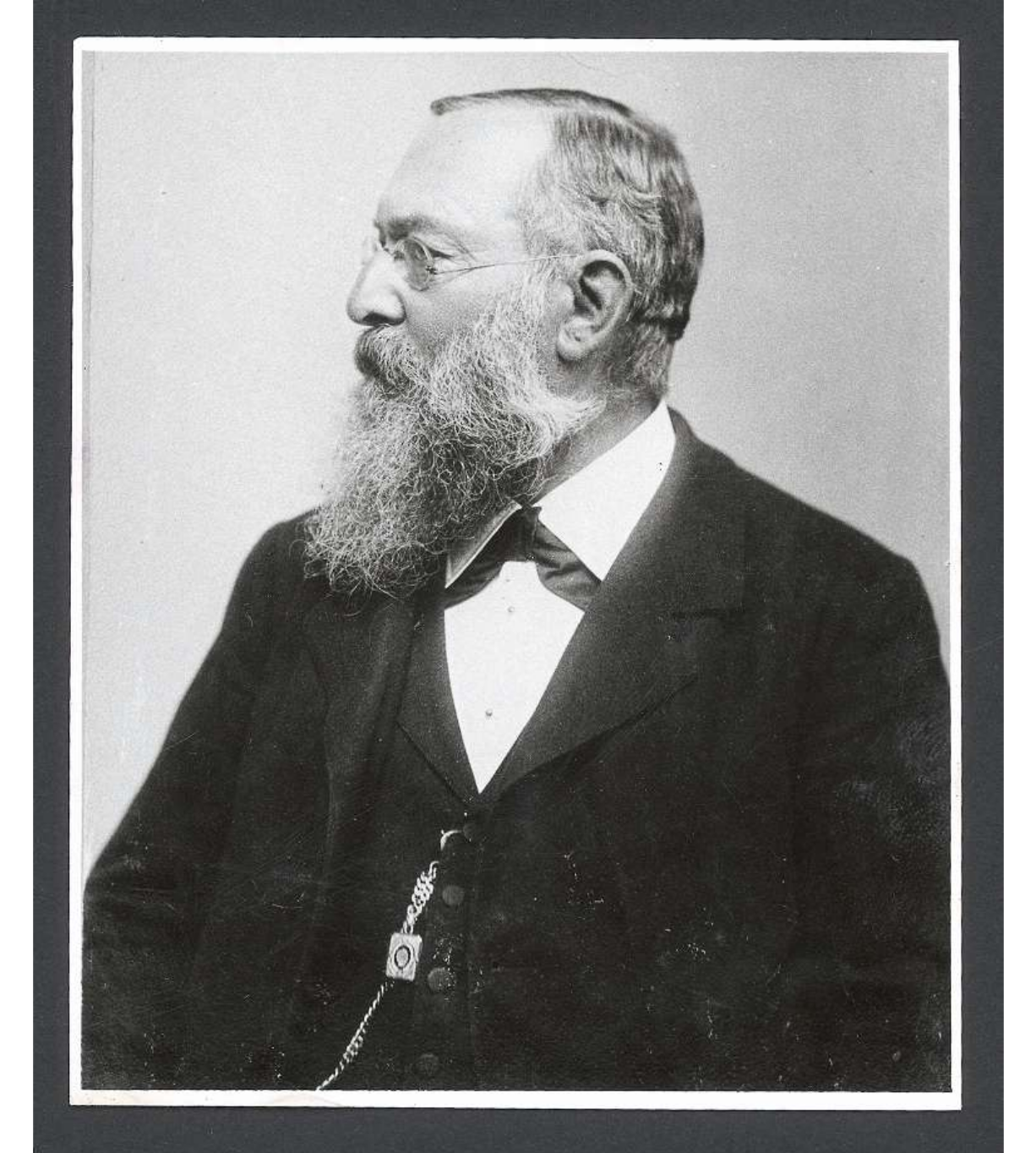
Christoph Friedrich Goppelsroeder

Christoph Friedrich Goppelsroeder (* 1. April 1837 in Basel; † 14. Oktober 1919 ebenda) war ein Schweizer Chemiker.

## Leben und Werk

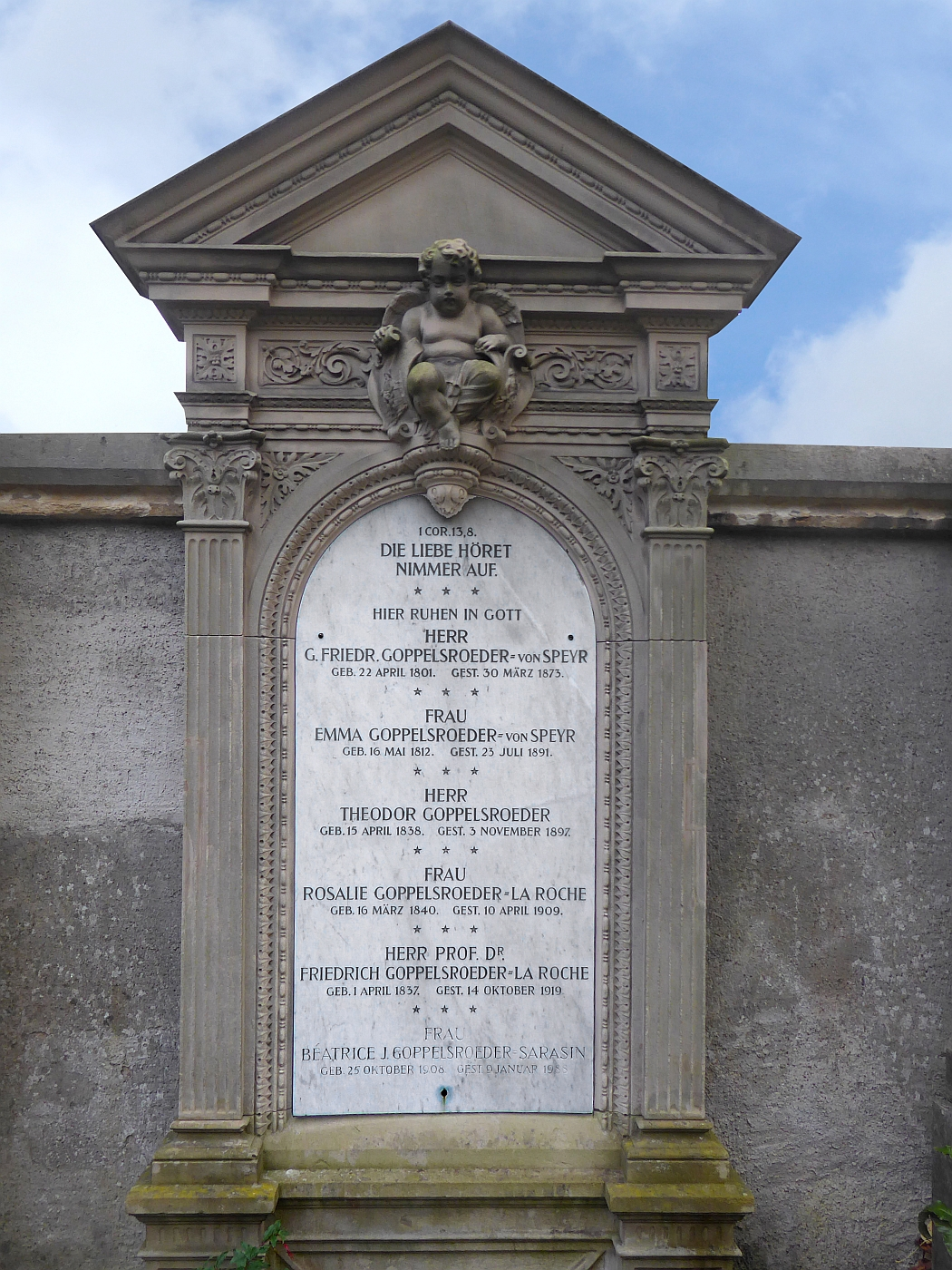
Grab auf dem Friedhof Wolfgottesacker, Basel

Friedrich Goppelsroeder absolvierte die Schule in Basel, anschliessend die Schule Les Auditores in Neuchâtel Chemie- und Physikunterricht bei Charles Kopp und begann im Wintersemester 1885 sein Studium an der philosophischen Fakultät der Universität Basel. Er hatte Chemie bei Christian Friedrich Schönbein, Physik bei Gustav Heinrich Wiedemann, Geologie bei Peter Merian, Mineralogie bei Albrecht Müller, Botanik bei Carl Meissner.
Ab Oktober 1856 studierte er in Berlin bei Heinrich Rose, Magnus, Eilhard Mitscherlich, Schneider, Sonnenschein, Dove und Gustav Rose. Ab Wintersemester 1857/58 studierte er in Heidelberg bei Robert Wilhelm Bunsen, Gustav Robert Kirchhoff, Karl Cäsar von Leonhard, Friedrich August Kekulé von Stradonitz und Georg Ludwig Carius. Im Laboratorium arbeitete er bei Bunsens Assistent Winkler. Sommer 1858 erlangte er seinen Doktor in Chemie, Physik und Mineralogie.
Friedrich Goppelsroeder praktizierte anschliessend bei der Fabrik Köchlin, Baumgartner & Cie. in Lörrach im Wiesenthal. Im März 1860 wurde er Stellvertreter des öffentlichen Chemikers in Basel, und ab dem folgenden Jahr bis 1870 dessen Nachfolger. Ab 1861 war er Privatdozent für Chemie an der Universität Basel.
1861 erschien in den Verhandlungen der Naturforschenden Gesellschaft zu Basel (2. Heft) die Abhandlung: Ueber ein Verfahren, die Farbstoffe in ihren Gemischen zu erkennen. Diese Abhandlung war der Ausgangspunkt aller seiner weiteren Untersuchungen, mit denen Goppelsroeder seine Kapillaranalyse auf- und ausgebaut hat.
Goppelsroeder war Mitglied des Sanitätskollegiums und -ausschusses, rief den Handwerker- und Gewerbeverein ins Leben und wurde später dessen Präsident. Nachdem 1868 Schönbein verstarb, erteilte er den Chemieunterricht. Am 30. Januar 1869 wurde Jules Piccard Ordinarius.
Von 1872 bis 1880 war Friedrich Goppelsroeder an der höheren Schule für Chemie in Mülhausen i. E. Danach widmete er sich seinen wissenschaftlichen Forschungen in seinem Privatlabor.
1893 wurde er zum Mitglied der Deutschen Akademie der Naturforscher Leopoldina gewählt und kehrte 1898 nach Basel zurück. Seine letzte Ruhestätte fand er auf dem Wolfgottesacker in Basel.

## Schriften
- Über Petroleum und dessen Producte nebst einem Anhange über Feuerlöschmittel
- Ueber die Darstellung der Farbstoffe sowie über deren gleichzeitige Bildung und Fixation auf den Fasern mit Hilfe der Elektrolyse
- Farbelectrochemische Mittheilungen
- Capillaranalyse : beruhend auf Capillaritäts- und Adsorptionserscheinungen mit dem Schlusskapitel: das Emporsteigen der Farbstoffe in den Pflanzen